# Mijako nyelvjárások
A mijako nyelv (宮古口/ミャークフツ mjaakufucu vagy 島口/スマフツ Szumafucu) az Okinavától délnyugatra található Mijako-szigeteken beszélt nyelv. A szigetcsoport össznépessége kb. 52.000 fő (2011-es adatok alapján). A mijako a dél-rjúkjú nyelvek közé tartozik. Legközelebbi rokonságban a jaejama nyelvvel áll. Az aktív anyanyelvi beszélők száma bizonytalan a japán nyelvpolitika következményeként, amely a nyelvre a Mijako dialektus (宮古方言; Hepburn: Miyako hōgen)  néven utal, és amely megmutatkozik az oktatási rendszerben. A 60 év alatti lakosok nem mutatnak hajlandóságot a nyelvjárás használatára, kivéve énekelt szövegekben és szertartások alatt. A fiatal korosztály főként a főszigeten beszélt japán nyelvet tekinti anyanyelvének. Meg kell említeni, hogy a mijako nyelv a legtöbb japán nyelvtől eltérően megengedi a nem nazális szótagzáró mássalhangzók használatát.

## Nyelvjárások
A legeltérőbb nyelvjárást a legtávolabbi szigeten, a Tarama-szigeten beszélik. A másik két gócpont Ikema és Közép-Mijako területén található.
Következzen egy példa: Alocasia (nyilvánvalóan egy jövevényszó az ausztronéz nyelvcsalád tagalog nyelvéből /biːɡaʔ/). Ennek a variációi a következők: közép mijako (Hirara, Ógami) /biʋkasːa/, ikema /bɯbɯːɡamː/, irabu (Nagahama) /bɭbɭːɡasːa/ és tarama /bivːuɭɡasːa/.

## Fonológia
Az itt szereplő leírás főleg az ógami nyelvjáráson alapszik, amely Közép-Mijako legkisebb szigetén beszélt nyelvjárás, Pellard alapján (2009).
A közép-mijako nyelvjárásokban nincsen zenei hangsúly, ezért ikkei típusúak (csak a szó végén emelkedő tónusú). A tarama nyelvjárás egy szó esetében fonológiailag különböztet meg hangsúlyokat (szótő és simulószó), pl.: /juda꞊mai neen/, /jadu꞊mai neen/, /madu꞊mai neen/,

### Magánhangzók
Öt magánhangzó van.
| i~ɪ | ɨ~ɯ u~ʊ |
| ɛ   |         |
|     | ɑ       |

Az /ɯ/ eltérően a japán préselt u-tól, valójában kerekítetlen. Főleg az /s/ hang után fordul elő. Az /u/ rendesen kerekített, de van más változata, mint [ʊ]. Az /ɛ/ változata az [e] és [æ] is lehet.
Számos magánhangzócsoport fordul elő, és a hosszú magánhangzókat egyedülálló magánhangzók hangkapcsolataiként kezelik, így öt magánhangzónál többre nincs is szükség.
A történelmi *i és *u központosul és egybeolvad /ɨ/ -vé, ahogy az *e és *o /i/ és /u/ lesz. A kicsivel a nyelv hegye mögötti rész az  /ɨ/ hangzó ejtésekor közel van a fogmederhez, és ez a jellemző pontatlanul apikálisként került leírásra (valójában laminális). Bizonyos környezetben az /ɨ/hangzó megemelkedik a magánhangzó képzési helye mögött szótagokhoz kötődő /s̩/-vé a /p/ és a /k/ után (főleg másik zöngés mássalhangzó előtt). Azokban a nyelvjárásokban, amikben található zöngés zárhang az /ɨ/ /z̩/-re változik a /b/ és /ɡ/ hangok után:
*pito > pstu 'személy', *kimo > ksmu 'máj', *tabi > tabz 'utazás' a simazato nyelvjárásban.
Zöngétlen mássalhangzók mellé kerülve az /ɨ/ -n kívüli ógami magánhangzók nem zöngétlenednek úgy, mint ahogyan a magas japán magánhangzók. De ilyen esetben a mássalhangzók Pellard vizsgálata alapján (2009) valóban mássalhangzó-fonémának minősülnek.
A Tarama nyelvjárásban négy fő és két mellékmássalhangzó /e, o/ található korlátozott szókészletben.
| i   | ɨ | u   |
| (e) |   | (o) |
|     | a |     |

A Tarama nyelvjárásban az /ɨ/ hang [s̩] -re változik zöngétlen mássalhangzók között, más esetben zárhangok után [ˢɨ], és egyéb helyeken [ɨ] lesz: 
[ps̩tu] 'személy', [kˢɨːru] 'sárga', [mɨːɡɨ] 'jobb'
A kapcsolatok, mint /*tɨ/, /*dɨ/, /*nɨ/, /*rɨ/ nem jönnek létre. Helyettük a következő változatok léteznek: /tsɨ/, /zɨ/, /n̩/ és /r/ ([ɭ]).

### Mássalhangzók
Az ógami nyelvjárásban kilenc mássalhangzó van, amihez nem tartozik zöngés pár. (A legtöbb mijako nyelvjárás nem használ zöngésítést.)
|              | Labiális | Alveoláris | Veláris |
| ------------ | -------- | ---------- | ------- |
| Nazális      | m        | n          |         |
| Plozíva      | p        | t          | k       |
| Legyintőhang |          | ɾ          |         |
| Réshang      | f        | s          |         |
| Közelítőhang | ʋ        |            |         |

A zárhangok gyakorta kezdődnek hehezettel és közepesen zöngésednek. Egy tucatnyi szó van, aminek a kezdőhangzóját választhatóan lehet zöngésíteni, például: babe ~ pape (speciális fajta hal) és gakspstu ~ kakspstu (rozsomák/falánk). Pellard szerint ez jövevényszó lehet (babe megtalálható más nyelvjárásokban is és gaks- egy kínából átvett morféma; egyedül egy egyedülálló szó a gama ~ kama 'barlang' az, ami nem egyértelműen átvétel).
A /k/ réshanggá változhat a /ɑ/ előtt: kaina 'kar' [kɑinɑ ~ xɑinɑ], a꞊ka 'I (alanyeset)' [ɑkɑ ~ ɑxɑ ~ ɑɣɑ].
Az /n/ a szó végén [ŋ] - né változik, és összeolvad az egymást követő mássalhangzókkal ([m~n~ŋ]). Amikor a végső [ŋ] megkettőződik, [nn]- né változik; hasonlítsuk össze az angol tin (bádog) [tiŋ] szót a tinnu [tinnu] szóval. Előfordul, hogy zöngétlenedik az /s/ és /f/ után, azonban az /m/ nem olvad egybe, és végül változatlan formában marad például a mku (jobb), mta (föld), és im (tenger) szavakban.
Az /f/ labiodentális, nem bilabiális, és az /s/ [ɕ]- vé palatalizál a magas magánhangzók előtt /i ɛ/: pssi [pɕɕi] (hideg). Néhány anyanyelvi beszélő betold egy [t] hangot az /n/ és /s/ közé, ahol különben mássalhangzócsoport lenne, mint az ansi [ɑnɕi ~ ɑntɕi] (tehát) szó esetében.
A /ʋ/ is tisztán labiodentális és előfordul, hogy réshangként képezik [v], amikor hangsúlyozzák, vagy kettőzik, például a /kuʋʋɑ/ [kuvvɑ] (borjú) szóban. Alkothat szótagmagot, ahogyan az ógami nyelvjárásban minden zengőhang: vv [v̩ː] (eladni). A záró /ʋ/ kontrasztban áll a hátul képzett magas magánhangzókkal: a /paʋ/ (kígyó), /pau/ (bot), /paɯ/ (légy) szavak tárgyesete [pɑvvu, pɑuju, pɑɯu] az -u simulóhangzó alkalmazásával.
Több mássalhangzó-kapcsolat létrejöhet (mna 'shell', sta 'under', fta 'lid'), és a hosszú mássalhangzók bimoraikusak (két morából állók). Például: sta [s̩.tɑ] fta [f̩.tɑ], pstu [ps̩.tu], így a felsorolt példák is egy-egy mássalhangzócsoportnak számítanak. Ez tipológiailag szokatlannak tűnhet.
/mmtɑ/ (kis méretű helyi gyümölcs)
/nnɑmɑ/ (most)
/ʋʋɑ/ (te)
/fɑɑ/ (kisbaba)
/ffɑ/ (fű)
/fffɑ/ (fésű) (ff (fésű) szóból)
/suu/ (zöldség)
/ssu/ (fehér)
/sssu/ (por) (ss (por) szóból)
/mmɑ/ (anya)
/mmmɑ/ (burgonya) (mm (burgonya) szóból)
/pssma/ (nap, időegység)
Megkettőzött zárhangokra nincs példa, kivéve egy különálló morféma esetében, az idézéskor használt tta partikula.
Az ellentét egy zöngétlen szótag és egy zöngés magánhangzó között láthatóvá válik a következő példából: kff puskam [k͡f̩ːpuskɑm] (meg akarom csinálni), ff꞊nkɑi [f̩ːŋɡɑi] (fésű), és paks꞊nu꞊tu [pɑksn̥udu] (méh) (s utáni zöngétlen nazális hanggal). A ff꞊mɑi (fésű) különbözik a ffu꞊mɑi (végtermék) szótól. A nyelvtörők közé a beszélők nem illesztenek be ejtéskönnyítő hangokat.
kff ff (a fésű, amit készítek)
kff ss (a fészek, amit készítek)
kff kss (a horog, amit készítek)
A legrövidebb szó vagy VV, VC, vagy CC (egyszerű kettőzésből áll), például az aa (köles), ui (túl), is (kő), ff (fésű) szavakban. Nincsenek V vagy CV szavak, azonban előfordulnak CCV és CVV szavak, ahogyan fentebbi példa mutatja.
A szótagolást nehéz vizsgálni, főként az olyan szavakban, mint usnkai (us-nkai) (tehén) és saiafn (saiaf-n) (ágy).
A tarama nyelvjárásban megjelennek zöngés zárhangok:
|              | Labiális | Alveoláris | Veláris |
| ------------ | -------- | ---------- | ------- |
| Nazális      | m        | n          |         |
| Plozíva      | p b      | t d        | k ɡ     |
| Zár-réshang  |          | ts         |         |
| Réshang      | f v      | s z        |         |
| Pergőhang    |          | r          |         |
| Közelítőhang | w~ʋ      | j          | j       |

Az /r/ képzése nem tiszta. A szóvégeken [ɭ] szerepel.
A két nazális alkothat szótagmagot, mint a mm (burgonya) és nna (kötél) szavak esetében. A szótag nyitánya, a szótagkezdő mássalhangzó lehet megkettőzött mássalhangzó, például a ssam (bő) és ffa (gyerek) szavakban. Más esetekben az egyetlen mássalhangzócsoport a /Cj/, például a kjuu (ma), sjata (cukor) szavakban. Zengőhang lezárhat szótagokat és szavakat, mint a kan (rák), mim (fül), és tur (madár) szavak esetében. A magánhangzó-kapcsolatok magukba foglalnak hosszú magánhangzókat: V és diftongusokat: Vi, és Vɨ. Ez a szerkezet szótagként került elemzésre, de a kezdeti kettőzött mássalhangzók, a hosszú magánhangzók és a diftongusok mind bimoraikusak. A szótagzárlatok is moraikusak. Például: ssam három mora ([s̩sam̩]. Egy fonológiailag vizsgált szónak legalább két morából kell állnia.

## Fordítás
Ez a szócikk részben vagy egészben  a   Miyako language című angol Wikipédia-szócikk fordításán alapul.  Az eredeti cikk szerkesztőit annak laptörténete sorolja fel. Ez a jelzés csupán a megfogalmazás eredetét és a szerzői jogokat jelzi, nem szolgál a cikkben szereplő információk forrásmegjelöléseként.